# دويغي فريدمان
دؤيغي فريدمان (بالإنجليزية: Dougie Freedman)‏؛ مواليد 25 مايو 1974 في غلاسكو، اسكتلندا، هو مدرب كرة قدم اسكتلندي ولاعب دولي سابق يدرب حاليا نادي بولتون واندررز. عندما كان لاعباً خاض 524 مباراة سجل خلالها 160 هدفاً وكان يلعب كمهاجم.

## روابط خارجية
- دويغي فريدمان على موقع الاتحاد الإسكتلندي (الإنجليزية)
- دويغي فريدمان على موقع قاعدة بيانات كرة القدم.إي يو (الإنجليزية)
- دويغي فريدمان على موقع Soccerbase.com (لاعب) (الإنجليزية)
- دويغي فريدمان على موقع عالم كرة القدم.نت (الإنجليزية)
- دويغي فريدمان على موقع كووورة